# Overfladebølgemagnitude-skalaen
Overfladebølgemagnitude-skalaen ({\displaystyle M_{s}}, engelsk: Surface-wave magnitude) er en af de størrelsesskalaer, der bruges i seismologien til at beskrive styrken af et jordskælv. Den er baseret på målinger af Rayleigh-overfladebølger, der bevæger langs de øverste lag af jorden. Denne størrelsesskala er relateret til den lokale størrelsesskala, der blev foreslået af Charles Francis Richter i 1935, med ændringer fra både Richter og Beno Gutenberg i løbet af 1940'erne og 1950'erne. Den bruges i Folkerepublikken Kina som en national standard (GB 17740-1999) til at kategorisere jordskælv.